# Racine carrée
A Racine carrée (franciáról fordítva 'négyzetgyök', stilizálva √) Stromae belga énekes-dalszerző második stúdióalbuma. Digitálisan 2013. augusztus 16-án, fizikailag pedig három nappal később jelent meg Franciaországban és Belgiumban. Stromae a karibi és afrikai zenei hatások beépítésének vágyát fejezte ki a rá jellemző, 1990-es évekbeli táncos ütemek mellett. A padláson felvett album olyan különböző témákat dolgoz fel, mint a közösségi hálózatoktól való elidegenedés, a párkapcsolati problémák, a diszkrimináció, a cigaretta és a tüdőrák, az AIDS és a hiányzó apafigurák. A Racine carrée a hivatalos megjelenése előtt és után is elismerést kapott a kritikusoktól elgondolkodtató szövegei miatt, és a belga előadóművész kollégájához, Jacques Brelhez hasonlították.
Az album kereskedelmi siker volt Nyugat-Európában, beleértve a nem-frankofón országokat is. A Racine carrée Franciaországban, Belgiumban, Svájcban, Hollandiában és Olaszországban a slágerlisták élére került, Kanadában pedig a Top 10, Németországban pedig a Top 40 közé. Szülőhazájában, Belgiumban több héten keresztül a listák élén maradt, és a BEA tizenkétszeres platina minősítést adott neki. Franciaországban az albumot a SNEP négyszeres gyémánt minősítéssel látta el, és az utóbbi évek egyik legkelendőbb albumává vált, miután négy hónappal a megjelenése után több mint egymillió eladott példányban kelt el. A Racine carrée három listavezető kislemezt produkált: Papaoutai, Formidable és Tous les mêmes.

## Kereskedelmi teljesítmény
Franciaországban a Racine carrée az év egyik legerősebb első heti eladásával debütált az első helyen: 80 882 darabbal, amelyből 55 597 fizikai példány és 25 285 letöltés. A nyitó heti számok magasabbak voltak, mint az előző albumának, a Cheese-nek a megjelenése óta eladott 75 000 példány. A következő héten az albumból 50 901 példányt adtak el, de a lista élén a Génération Goldman című tribute album második kötete váltotta fel, amelyből 59 274 darabot adtak el. Szeptember végére, mindössze hat héttel a megjelenés után a Racine carrée átlépte a 300 000 darabos határt, és öt nem egymást követő héten át volt az első helyen. Október utolsó hetében az album megelőzte a Daft Punk Random Access Memories című albumát, mint 2013 legkelendőbb albuma; addig az előbbi 475 500 példányban kelt el, míg az utóbbi 469 700 eladott példányt gyűjtött össze. A listán tizennyolcadik hete, közvetlenül karácsony előtt a Racine carrée tizenhatodik, nem egymást követő héten maradt az első helyen, a legnagyobb heti eladással és 2013 második legjobb heti eredményével, 182 034 darabbal, alig lemaradva a Random Access Memories 195 013 eladott példányától, amelyet a megjelenés első hetében ért el. Ezzel mindössze négy hónap alatt átlépte az egymilliós határt; az utolsó album, amely egymillió példány fölött fogyott, Adele 21 című lemeze volt (2011), amelyhez tizenegy hónapra volt szükség.
A frankofón Európában a Racine carrée szintén hatalmas sikert aratott. Szülőhazájában, Belgiumban Stromae második albuma Flandriában és Vallóniában is az első helyen nyitott. Az előbbi régióban a Racine carrée 17 nem egymást követő héten át volt az első helyen, míg az utóbbiban 26 nem egymást követő héten át maradt az első helyen. December végén a Belgian Entertainment Association hétszeres platina minősítést adott az albumnak, ami több mint 140 000 példányban történő eladást jelent az országban. Emellett a Racine carrée az év legkelendőbb albumaként zárta az évet Flandriában és Vallóniában egyaránt. Svájcban az album szintén az első helyen debütált, és további négy héten át tartotta az első helyet. A francia nyelvű Romandiában az album tizennégy nem egymást követő héten át volt az első helyen, és augusztus végi megjelenése után több hétig az első háromban maradt. Ezen kívül a Racine carrée ötszörös platina minősítést kapott a Nemzetközi Hanglemezipari Szövetség svájci részlege által, ami 75 000 darabos forgalmat jelent. Kanadában az album a Top 10-ben debütált, és mindössze három hétig maradt a listán.
A siker nem csak a frankofón országokra vonatkozott, az album Németországban és Hollandiában is jól fogyott. Németországban a Racine carrée a fő albumlistán a húszas toplistán kívül, a digitális albumlistán pedig az első helyen debütált. Hollandiában az album a tizenhatodik helyen debütált; a következő héten öt pozíciót javítva a tizenegyedik helyre került, ami az addigi legmagasabb helyezése volt. Miután két hétig a top negyven alá esett, és egészen az ötvenhetedik helyig süllyedt, végül visszatért, és december közepén először került be a Top 10-be. Az album később a legjobb háromban tetőzött. A MegaCharts szerint az album az év végén az ötvennyolcadik legtöbbet eladott album volt Hollandiában. Ausztriában az album nem került fel a slágerlistára, de az alacsonyabb eladási régiókban folyamatosan kelendő volt, végül aranylemez lett.

## Kislemezek
A Racine carrée-ről hét kislemez jelent meg:
- A Papaoutai című dal 2013 májusának közepén jelent meg első kislemezként. Az önéletrajzi ihletésű dal egy kisfiú történetét meséli el, aki az apját keresi. Stromae elárulta, hogy apját az 1994-es ruandai népirtás során ölték meg. A videóklipben egy 1940-es évekbeli próbababa stílusát és pózát veszi fel, amely a hiányzó apát ábrázolja, és a fiatal verziója megpróbál interakcióba lépni a próbababával. A kislemez azonnal sláger lett Franciaországban és Vallóniában, ahol több hetet töltött az első helyen; a Top 10-be került Svájcban és Luxemburgban, valamint olyan nem frankofón országokban vagy régiókban is, mint Csehország, a holland nyelvű Flandria, Németország és Hollandia.
- A Formidable 2013 júniusában jelent meg a Papaoutai után következő kislemezként. A Brüsszel utcáin forgatott videóklip elsősorban arról vált hírhedtté, hogy a Louise/Louiza villamos- és metróállomáson hajnalban bolyongó Stromae-t mutatja be, és az énekes látszólag teljesen részeg. A dal egy részeg férfi történetét meséli el, aki nemrég szakított barátnőjével. A dal végül Franciaországban és Belgium holland és francia nyelvű régióiban a slágerlisták élére került, Hollandiában az első öt, Svájcban a húsz, Ausztriában és Németországban pedig a negyven legjobb közé jutott.
- A Tous les mêmes hivatalosan 2013 szeptemberében jelent meg az album harmadik kislemezeként. A dal a férfiak és nők különböző sztereotipikus tulajdonságait és viselkedésformáit mutatja be. A kislemezhez készült videóklipben Stromae félig nőnek öltözve, bosszúsan viselkedik a férfiak viselkedése és tettei miatt; az értelmezést tovább segítendő, a férfi Stromae esetében zöld, a női Stromae esetében pedig rózsaszín fényeffekteket használnak. A kislemez a Racine carrée című albumról Stromae harmadik egymást követő listavezetője lett Franciaországban és Vallóniában, míg Flandriában az első ötbe került, Hollandiában és Svájcban pedig szintén szerepelt a slágerlistákon.
- A Ta fête 2014. február 3-án jelent meg. A szám a belga labdarúgó-válogatott himnuszaként szolgált a 2014-es brazíliai világbajnokságon.
- Az Ave Cesaria 2014. július 21-én jelent meg. A szám Cesária Évora, Stromae egyik kedvenc előadója előtt tiszteleg, aki 2011-ben hunyt el.
- A Carmen 2015 márciusában jelent meg.[18] A számot Georges Bizet 1875-ös Carmen című operájának L’amour est un oiseau rebelle című áriája ihlette,[19] innen a dal címe is.
- A Quand c’est? című dal 2015 szeptemberében jelent meg. Egy dal a rákról és arról, hogyan érintette az apját és anyját.

## Az albumon szereplő dalok listája
| 1.    | Ta fête                                       | Stromae                     | Stromae Shameboy Thomas Azier                       | 2:55 |
| 2.    | Papaoutai                                     | Stromae                     | Stromae Dizzy Mandjeku Aron Ottignon                | 3:52 |
| 3.    | Bâtard                                        | Stromae                     | Stromae Noumoucounda Cissoko Azier                  | 3:28 |
| 4.    | Ave Cesaria                                   | Stromae Orelsan             | Stromae Mauricio Delgados Antonio Santos Schérazade | 4:09 |
| 5.    | Tous les mêmes                                | Stromae                     | Stromae Bart Maris                                  | 3:30 |
| 6.    | Formidable                                    | Stromae                     | Stromae Lionel Capouillez                           | 3:33 |
| 7.    | Moules frites                                 | Stromae                     | Stromae Guillaume Huguet                            | 2:38 |
| 8.    | Carmen                                        | Stromae Orelsan             | Stromae (Georges Bizet Carmenje ihlette)            | 3:09 |
| 9.    | Humain à l’eau                                | Stromae                     | Stromae                                             | 3:59 |
| 10.   | Quand c’est ?                                 | Stromae                     | Stromae - Luc Van Haver                             | 3:00 |
| 11.   | Sommeil                                       | Stromae                     | Stromae Tibass Kazematik                            | 3:38 |
| 12.   | Merci                                         | Stromae                     | Stromae Azier Aron Ottingnon                        | 3:48 |
| 13.   | AVF (Maître Gims és Orelsan közreműködésével) | Stromae Maître Gims Orelsan | Stromae Atom                                        | 3:44 |
| 45:31 |                                               |                             |                                                     |      |

| iTunes bónuszdal | iTunes bónuszdal                                | iTunes bónuszdal   | iTunes bónuszdal                 | iTunes bónuszdal | iTunes bónuszdal | iTunes bónuszdal | iTunes bónuszdal | iTunes bónuszdal | iTunes bónuszdal |
|                  | Cím                                             | Szerző(k)          | Producer(ek)                     | Hossz            |                  |                  |                  |                  |                  |
| ---------------- | ----------------------------------------------- | ------------------ | -------------------------------- | ---------------- | ---------------- | ---------------- | ---------------- | ---------------- | ---------------- |
| 14.              | Papaoutai (Remix) (Angel Haze közreműködésével) | Stromae Angel Haze | Stromae Papa Dizzy Aron Ottignon | 3:51             |                  |                  |                  |                  |                  |
| 49:22            |                                                 |                    |                                  |                  |                  |                  |                  |                  |                  |

## Helyezések
| Lista (2013)                               | Legjobb helyezés |
| ------------------------------------------ | ---------------- |
| Belgium (Ultratop Flandria)                | 1                |
| Belgium (Ultratop Vallónia)                | 1                |
| Dél-Korea (Gaon Chart, Nemzetközi)         | 40               |
| Franciaország (SNEP Album Top 100)         | 1                |
| Kanada (Billboard Canadian Albums Chart)   | 10               |
| Németország (Offizielle Top 100)           | 21               |
| Svájc (Schweizer Hitparade Top 100 Albums) | 1                |
| USA World Albums (Billboard)               | 1                |

| Lista (2014)                           | Legjobb helyezés |
| -------------------------------------- | ---------------- |
| Hollandia (Dutch Charts Album Top 100) | 1                |
| Olaszország (FIMI Album Top 20)        | 1                |
| USA Heatseekers Albums (Billboard)     | 19               |

| Lista (2015)                   | Legjobb helyezés |
| ------------------------------ | ---------------- |
| Dánia (Hitlisten Album Top 40) | 25               |

| Lista (2013)                | Helyezés |
| --------------------------- | -------- |
| Belgium (Ultratop Flanders) | 1        |
| Belgium (Ultratop Wallonia) | 1        |
| Hollandia (Album Top 100)   | 58       |
| Franciaország (SNEP)        | 1        |
| Svájc (Schweizer Hitparade) | 5        |

| Lista (2014)                | Helyezés |
| --------------------------- | -------- |
| Belgium (Ultratop Flanders) | 1        |
| Belgium (Ultratop Wallonia) | 1        |
| Hollandia (Album Top 100)   | 3        |
| Franciaország (SNEP)        | 1        |
| Olaszország (FIMI)          | 22       |
| Svájc (Schweizer Hitparade) | 2        |

| Lista (2015)                | Helyezés |
| --------------------------- | -------- |
| Hollandia (Album Top 100)   | 94       |
| Svájc (Schweizer Hitparade) | 69       |

| Lista (2019)                | Helyezés |
| --------------------------- | -------- |
| Belgium (Ultratop Flanders) | 165      |
| Belgium (Ultratop Wallonia) | 105      |

| Lista (2020)                | Helyezés |
| --------------------------- | -------- |
| Belgium (Ultratop Flanders) | 162      |
| Belgium (Ultratop Wallonia) | 100      |

| Lista (2021)                | Helyezés |
| --------------------------- | -------- |
| Belgium (Ultratop Flanders) | 105      |
| Belgium (Ultratop Wallonia) | 71       |

| Lista (2022)                | Helyezés |
| --------------------------- | -------- |
| Belgium (Ultratop Flanders) | 45       |
| Belgium (Ultratop Wallonia) | 30       |
| Hollandia (Album Top 100)   | 57       |

| Lista (2023)                | Helyezés |
| --------------------------- | -------- |
| Belgium (Ultratop Flanders) | 97       |
| Belgium (Ultratop Wallonia) | 62       |

## Minősítések
| Régió | Minősítés   | Eladott példányszám |
| --- | ----------- | ------------------- |
| Ausztria (IFPI Austria) | arany       | 7 500*              |
| Belgium (BEA) | 12× platina | 240 000*            |
| Kanada (Music Canada) | 2× platina  | 160 000^            |
| Dánia (IFPI Denmark) | platina     | 20 000^             |
| Franciaország (SNEP) | 4× gyémánt  | 2 500 000           |
| Németország (BVMI) | arany       | 100 000‡            |
| Olaszország (FIMI) | platina     | 60 000*             |
| Hollandia (NVPI) | platina     | 100 000             |
| Lengyelország (ZPAV) | arany       | 10 000‡             |
| Oroszország (NFPF) | 2× platina  | 20 000*             |
| Svájc(IFPI Switzerland) | 5× platina  | 100 000^            |
| Egyesült Királyság (BPI) |             | 30 000              |
| Összesítés |             |                     |
| Európa (IFPI) | 2× platina  | 2 000 000*          |
| * Eladási példányszámok kizárólag a minősítés alapján. ^ Kiszállítási példányszámok kizárólag a minősítés alapján. ‡ Eladási+streaming példányszámok kizárólag a minősítés alapján. |             |                     |

## Megjelenési történet
| Régió              | Dátum               | Formátum           | Kiadó   |
| ------------------ | ------------------- | ------------------ | ------- |
| Ausztrália         | 2013. augusztus 16. | Digitális letöltés | Mosaert |
| Ausztria           | 2013. augusztus 16. | Digitális letöltés | Mosaert |
| Belgium            | 2013. augusztus 16. | Digitális letöltés | Mosaert |
| Dánia              | 2013. augusztus 16. | Digitális letöltés | Mosaert |
| Franciaország      | 2013. augusztus 16. | Digitális letöltés | Mosaert |
| Olaszország        | 2013. augusztus 16. | Digitális letöltés | Mosaert |
| Latin-Amerika      | 2013. augusztus 16. | Digitális letöltés | Mosaert |
| Japán              | 2013. augusztus 16. | Digitális letöltés | Mosaert |
| Új-Zéland          | 2013. augusztus 16. | Digitális letöltés | Mosaert |
| Norvégia           | 2013. augusztus 16. | Digitális letöltés | Mosaert |
| Szingapúr          | 2013. augusztus 16. | Digitális letöltés | Mosaert |
| Spanyolország      | 2013. augusztus 16. | Digitális letöltés | Mosaert |
| Svédország         | 2013. augusztus 16. | Digitális letöltés | Mosaert |
| Svájc              | 2013. augusztus 16. | Digitális letöltés | Mosaert |
| Egyesült Királyság | 2013. augusztus 16. | Digitális letöltés | Mosaert |
| Kanada             | 2013. augusztus 19. | Digitális letöltés | Mosaert |
| Mexikó             | 2013. augusztus 19. | Digitális letöltés | Mosaert |
| Egyesült Államok   | 2013. augusztus 19. | Digitális letöltés | Mosaert |

## Fordítás
Ez a szócikk részben vagy egészben  a   Racine carrée című angol Wikipédia-szócikk fordításán alapul.  Az eredeti cikk szerkesztőit annak laptörténete sorolja fel. Ez a jelzés csupán a megfogalmazás eredetét és a szerzői jogokat jelzi, nem szolgál a cikkben szereplő információk forrásmegjelöléseként.